# 朔日餅
- 赤福餅 > 朔日餅

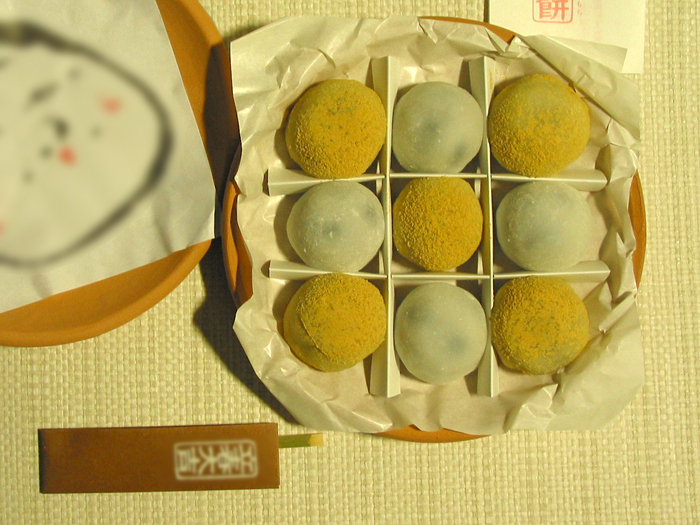
2月の朔日餅（立春大吉餅）

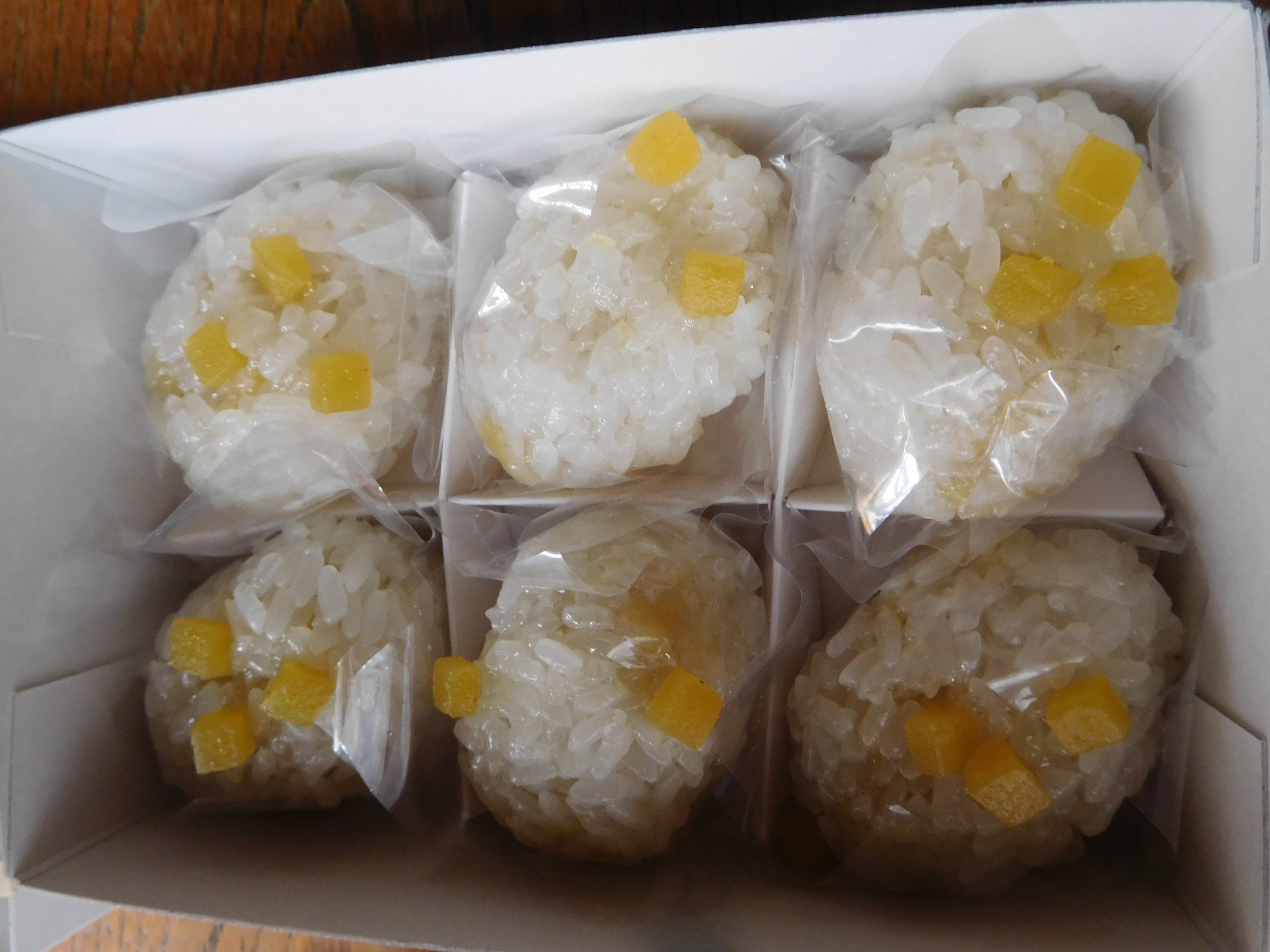
10月の朔日餅（栗餅）

朔日餅（ついたちもち）は、三重県伊勢市に本社を置く和菓子店赤福が1月を除く毎月1日に販売する餅。地域の風習である「朔日参り」にちなんだもので、毎月販売する餅は異なる。
なお、史実としては伊勢神宮の鳥居前町であった宇治、山田とも「朔日参り」などという風習やならわしはなかった。これが風習であるなどと言われるようになったのは、まさしく赤福が朔日餅を販売開始した、昭和50年前後の時期からである。
1978年（昭和53年）に朔日参りの参宮客をもてなすために、赤福餅で培った技術に季節感を織り込んだ商品として販売を開始した。1日しか買えないことから、お金では買えない気持ちを伝える贈答品として優れているとともに、季節感を大切にしてきた日本の食文化を見直す上でも良いと経済学者の伊藤元重は評している。

## 歴史
1978年（昭和53年）2月1日に販売を始めた。伊勢周辺には毎月1日に伊勢神宮に参拝し、前月の無事に感謝すると同時に当月の無事を祈る「朔日参り」という風習があり、その帰りに赤福を訪れ菓子とお茶を一杯注文する人が多かったことから、参拝者をもてなす菓子として朔日餅が創案されたのであった。発売当初は200 - 300個の売り上げを想定していたが、口コミで評判が広まり、年々販売個数を増やしていった。これを受け赤福本店だけでなく、1980年代には愛知県名古屋市や大阪府大阪市の百貨店でも取り扱いを開始した。この頃にはグループ会社を含めた従業員総出で朔日餅づくりを行い、百貨店では行列が隣接する売り場にまで伸びてしまうため、予約制をとるようになった。
2007年（平成19年）10月に消費期限及び製造日、原材料表示偽装事件が発覚した際には、朔日餅の原材料表示が重量順になっていないことが発覚、朔日餅の一部を冷凍保存し解凍して販売していたことも明らかとなった。このため、同年11月1日に販売を予定していた「ゑびす餅」の販売を休止した。赤福では不正防止のため赤福餅用の冷解凍設備の全廃を表明したが、朔日餅用の設備については「検討する」とし、最終的には需要が高いため設備を維持することになった。また河村たかしは、第168回国会で赤福餅と朔日餅の不適正表示について質問した。
2008年（平成20年）1月30日、三重県は赤福の営業禁止処分を解除することを決定し、販売地域を拡大する際と朔日餅の製造を行う場合は伊勢保健所に事前報告するよう赤福に求めた。これを受け赤福は2月6日に営業を再開したが、朔日餅は当面販売を自粛すると発表した。その後、8月1日に「八朔粟餅」を本店限定で販売したが、設備の問題で9月以降再び販売自粛に至り、2009年（平成21年）3月1日の「よもぎ餅」から正式に販売を再開した。「八朔粟餅」だけが一時的に販売されたのは、八朔粟餅が赤福餅の原形となったもので、赤福餅とほぼ生産方法が同じであったことによる。
2020年（令和2年）、新型コロナウイルス感染症の流行により5月から7月まで販売を休止し、8月より再開した。2023年（令和5年）には、「容器となる青竹の入手・確保が困難となった」ことを理由に、7月の朔日餅が「竹流し」から「笹わらび餅」に変更された。朔日餅のラインナップ変更は、初のケース。

## 行列

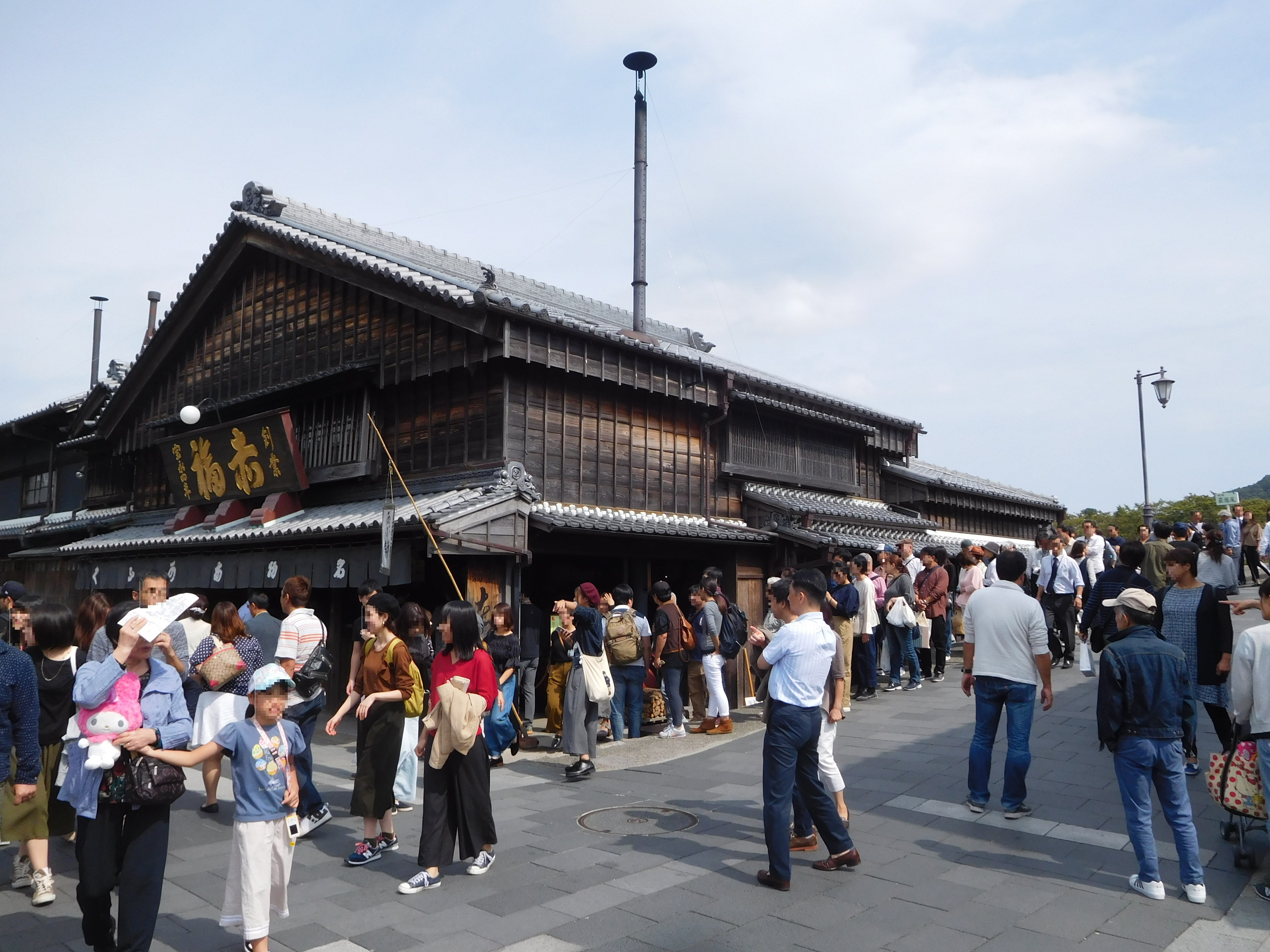
朔日餅を求める人々の行列（2017年10月1日）

毎月1日の早朝には、朔日餅を求めて多くの人が赤福本店前に行列を成すことが恒例となっている。早い時には前日や前々日から列ができ始め、赤福が開店する頃には1,500人もの大行列になることがある。第61回神宮式年遷宮が行われた1993年（平成5年）には、東北地方など遠方から訪れる客もおり、若い人が多くなったと日経流通新聞が報じている。なお販売前月の15日以降に本店店頭または電話で予約をすることもでき、必ずしも行列に並ばなければ購入できないものではない。しかし、並ぶこと自体が一種のイベント化している面があり、多くの人が毎月1日に行列を成す。毎月欠かさず列に並ぶ三重県民もおり、知人・友人の分をまとめ買いする人も多い。
赤福本店では、販売前日の午後5時から当日午前3時30分まで列整理券の事前受付を行い、販売当日の午前3時30分より列整理券を配布し、午前4時45分の開店時に列整理券の番号順に販売される。列整理券の事前受付には、列整理券に引き換えるための整理券の役割がある。列整理券の順に販売されるため、販売当日の午前4時30分に並ばなければならず、並んでいない場合には列整理券は無効となる。購入した朔日餅は持ち帰りのほか、店内で食べることもできる。店内では毎月の餅に合わせて違うお茶を添えて提供される。
1991年（平成3年）6月30日からは、朔日餅を買い求めて行列を作る人に楽しんでもらうことを目的に、近隣にある料理店「すし久」2階にて「みそか寄席」と題した上方の若手落語家による寄席が開かれるようになった。このほか、伊勢神宮・皇大神宮（内宮）の鳥居前町であるおはらい町の飲食店では毎月1日の午前4時45分から「朔日粥」を販売し、おかげ横丁では「朔日朝市」を開催する。

## 商品
1月は販売しないため、朔日餅は全11種類である。いずれも個別の商品名に「餅」がつくが、7月の「笹わらび餅」は餅米を使用していない（2022年まで7月の朔日餅だった「竹流し」は水羊羹であり、厳密には「餅」ではない）。商品はすべて従業員による手作りである。月によって価格は異なり、各月3種類の入数の商品を扱っている。最も売り上げが多いのが8月1日に販売される八朔粟餅であり、手に入りづらくなったアワや黒砂糖を使用した「懐かしの味」が評価されていると赤福は考えている。なお、8月1日に参拝することを特に「八朔参宮」と呼び、五穀豊穣や無病息災を祈念する特別な朔日参りとされ。1987年（昭和62年）には粟餅だけで70万個以上を売り上げたという。
三重県民の中には各月の餅を覚えている人がおり、「この月の餅が好き」という好みがある人も多い。
商品一覧（2023年7月現在）
| 月   | 商品名     | 特徴                                                     |
| ---- | ---------- | -------------------------------------------------------- |
| 2月  | 立春大吉餅 | 節分と立春にちなんだ豆大福                               |
| 3月  | よもぎ餅   | 粒あん入りの蓬餅                                         |
| 4月  | さくら餅   | 桜色の餅でこしあんを包んだ桜餅（関西風）                 |
| 5月  | かしわ餅   | 端午の節句にちなんだ柏餅                                 |
| 6月  | 麦手餅     | 餅麦粉の生地で黒糖風味のあんを包んだ餅                   |
| 7月  | 笹わらび餅 | 赤福餅のあんが入ったわらび餅を笹の葉で包んだもの         |
| 8月  | 八朔粟餅   | 八朔参宮にちなんだ粟餅                                   |
| 9月  | 萩の餅     | ほんのり塩味のおはぎ                                     |
| 10月 | 栗餅       | 栗あんを包んだ餅に栗羊羹を乗せたもの                     |
| 11月 | ゑびす餅   | 小判と打出の小槌に見立てた餅                             |
| 12月 | 雪餅       | もろこし粉入りの生地でこしあんを包み、餅粉をまぶしたもの |

過去の商品
| 月  | 商品名 | 特徴                                 |
| --- | ------ | ------------------------------------ |
| 7月 | 竹流し | 赤福餅のあんを使った竹に入った水羊羹 |